# Chacovagteltinamu
Chacovagteltinamu (Nothura chacoensis) er en almindelig tinamuart, som findes i Argentina og Paraguay. Den er 23 til 25 cm lang. Den lever i op til 500 meters højde. Arten findes inden for et 110.000 km² stort område. Der vides ikke meget mere om arten, da man ikke har forsket i den endnu, og det vides endnu ikke, hvad den lever af. 